# Horh Uul (meteoryt)
Horh Uul – meteoryt żelazny należący do  grupy oktaedrytów średnioziarnistych IIIAB znaleziony 7 lipca 2001 roku w ajmaku południowogobijskim. Meteoryt Horh Uul został znaleziony w postaci jednej bryły o masie 44 kg.